# Alina Harnasko
Alina Aljaksandrauna Harnasko (belarussisch Аліна Аляксандраўна Гарнасько; * 9. August 2001 in Minsk) ist eine belarussische Rhythmische Sportgymnastin.

## Erfolge
Alina Harnasko sicherte sich bei den Europameisterschaften 2017 in Budapest ihre ersten internationalen Medaillen. Mit dem Ball belegte sie den dritten Platz, während sie im Mehrkampf mit der Mannschaft Vizeeuropameisterin wurde. Zwei Jahre darauf wiederholte sie bei den Europameisterschaften in Baku diese Platzierung mit der Mannschaft. In derselben Disziplin schloss sie die Weltmeisterschaften, die ebenfalls in Baku stattfanden, auf Rang drei ab. Ihr nächster Medaillengewinn folgte 2020 in Kiew bei den Europameisterschaften. Im Mehrkampf des Einzels erhielt sie als Zweitplatzierte hinter Linoy Ashram die Silbermedaille.
Ihr bis dahin erfolgreichstes Jahr erlebte Harnasko 2021. Drei Medaillen gewann sie bei den Europameisterschaften in Warna: mit dem Ball sicherte sie sich Bronze, mit dem Band und im Mehrkampf mit der Mannschaft jeweils Silber. Gleich fünfmal stand sie bei den Weltmeisterschaften in Kitakyūshū auf dem Podium. Im Mehrkampf mit der Mannschaft und mit dem Ball belegte sie jeweils Rang drei, im Mehrkampf im Einzel sowie mit dem Reifen gelang ihr der Gewinn der Silbermedaille. Ihr größter Erfolg gelang ihr schließlich mit dem Band, mit dem sie vor den russischen Schwestern Dina und Arina Awerina Weltmeisterin wurde. 2021 nahm Harnasko außerdem an den Olympischen Spielen in Tokio teil. In der Qualifikationsrunde belegte sie mit 99,250 Punkten zunächst den vierten Platz und zog damit in den Finaldurchgang ein. Dank 102,700 Punkten dort verbesserte sie sich um einen Platz auf Gesamtrang drei vor Arina Awerina, womit Harnasko hinter Olympiasiegerin Linoy Ashram und Dina Awerina die Bronzemedaille gewann.